# Aspergillus luchuensis
Aspergillus luchuensis (synonym Aspergillus awamori, Aspergillus inuii, Aspergillus nakazawai und Aspergillus coreanus, クロコウジキン / 黒麹菌 ‚kuro kōji-kin‘) ist ein Schimmelpilz aus der Gattung der Gießkannenschimmel (Aspergillus sp.), der als eine Form des schwarzen oder weißen Kōji zur Fermentation von Sake, Shōchū, Awamori und Speisen verwendet wird.

## Eigenschaften
Aspergillus luchuensis ist ein Gießkannenschimmel mit schwarzen Sporen, woher die Bezeichnung ‚schwarzes Kōji‘ stammt. Er wurde erstmals 1901 von Tamaki Inui an der Universität von Tokyo beschrieben. Der Artname luchuensis leitet sich von Ryukyu ab, dem historischen Namen von Okinawa. A. luchuensis ist in Japan als nationaler Pilz (japanisch 国菌 ‚kokkin‘) klassifiziert, ebenso wie Aspergillus oryzae, Aspergillus sojae und Aspergillus kawachii. Das Genom wurde 2016 und 2017 sequenziert. Es besteht aus 34,7 Mbp und hat 11.691 Gene.
Weißes Kōji (Aspergillus kawachii, genauer: Aspergillus luchuensis var. kawachii) ist eine Albino-Variante von Aspergillus luchuensis. Genichiro Kawachi isolierte 1918 eine Mutante von A. luchuensis (schwarzem kōji) und nannte sie Aspergillus kawachii (weißes Kōji).
Bei der Herstellung von shōchū wurde ursprünglich gelbes Kōji (Aspergillus oryzae) verwendet. Ab den 1940er Jahren wurde schwarzes Kōji und ab den 1950er Jahren weißes Kōji empfohlen einzusetzen, da es mehr Citronensäure produziert, die ein Wachstum unerwünschter Mikroorganismen hemmt. Jedes Kōji erzeugt einen anderen Geruch und Geschmack. Seit den 2000er Jahren wird Sake auch mit schwarzem oder weißem Kōji hergestellt. Ebenso werden in Korea seit den 1940ern auch schwarzes oder weißes Kōji zur Erzeugung von Makgeolli und Soju verwendet.